# Ville économique du roi Abdallah
La Ville économique du roi Abdallah (en arabe : مدينة الملك عبدالله الإقتصادية) – connue sous l'anglicisme KAEC King Abdullah Economic City – est une ville d'Arabie saoudite, située sur les bords de la mer Rouge, à 50 km au sud de Rabigh et à 100 km au nord de Djeddah ; elle dépend de la province de La Mecque.
Ce projet de ville nouvelle a été initié par le roi Abdallah ben Abdelaziz Al Saoud en 2005 et les premiers travaux ont démarré en 2006. La première phase du projet doit être achevée à la fin de 2009. L'ensemble du projet sera réalisé en plusieurs étapes. Son coût est estimé à 50 milliards de $ et la maîtrise d'ouvrage est Emaar Properties.
Le plan directeur de la ville montre une articulation de la ville entre zone industrielle, zone résidentielle, port et marina.
La zone industrielle couvre une aire de 63 millions de m². Cette zone doit inclure des équipements pour exploiter et construire des usines.
La zone résidentielle couvre une aire de 51 km2 et inclut des bâtiments de taille basse, moyenne et grande. La marina dispose d'une zone construite de plus de 3,5 km2 comprenant des hôtels, des résidences, un golf, un spa et des bains. Le port s'étend sur 14 km2 et vise à être un port de classe mondiale sur la côte ouest de l'Arabie Saoudite. Il inclura 30 quais pour desservir les routes entre l'Asie, l'Europe et l'Afrique.
Depuis le 11 octobre 2018, la ville est desservie par la LGV Haramain, ligne ferroviaire à grande vitesse qui relie La Mecque et Djeddah à Medine.